# Матурин (город)
Матури́н (исп. Maturin) — город в Венесуэле.

## Общие данные
Город Матурин является административным центром штата Монагас. Численность населения составляет 514 046 человек (на 2015 год). Находится на высоте 67 метров над уровнем моря. Международный аэропорт.

## География и экономика
Город находится на северо-востоке Венесуэлы, в 520 километрах к востоку от столицы страны — Каракаса, на расстоянии 50 километров от побережья Карибского моря. В городе работает Восточный университет и педагогическое училище.
Основой экономики является добыча и переработка нефти, а также сельское хозяйство.

## История
Матурин основан 7 декабря 1760 года францисканцами как христианская миссия для обращения индейцев в католицизм. Город сыграл важную роль во время Войны за независимость в Южной Америке в начале XIX столетия.

## Достопримечательности
В Матурине есть художественная галерея, музей индейской культуры, зоопарк, музей Радио.

## Спорт
В городе расположен крупнейший в Венесуэле футбольный стадион «Монументаль де Матурин», вмещающий 52 тыс. зрителей.